# Пустињска лисица
Пустињска лисица или фенек (лат. Vulpes zerda) То је мала лисица са карактеристичним великим ушима. Живи у дивљини пустиње Сахаре у северној Африци и неким деловима Арабије. Неки истраживачи сврставају је као јединог представника рода Fennecus.

## Опис
Пустињска лисица је мањи сисар из породице звери тежак 1,5 кг. Велика је око 40 цм. Има реп дуг 25 cm и главу с ушима које су велике 15 cm с помоћу којих изврсно чује и најмањи шум те их може чак и мицати. За разлику од ушију, очи су мале и њима се слабо служи и лоше види па се најрадије ослања на свој иначе изврстан слух. Има крзно боје пијеска и добро се прилагођава пустињском животу.
Може издржати неколико дана без воде и хране у пустињи, но ипак јој је вода и храна пријеко потребна за живот. Углавном је активна ноћу те се храни кукцима, птицама, јајима, пустињским гуштерима и глодарима.

## Распрострањеност
Пустињска лисица је распрострањена у пустињама у северној Африци и врло ретко у јужној Африци.

## Начин живота и исхрана
Пустињска лисица је активна углавном ноћу, када лови глодаре, инсекте (нпр скакавце), гуштере, птице и јаја. Понекад једе мале плодове и лишће да добије више воде.
Пустињске лисице најчешће живе у малим групама у великим рупама у земљи, понекад дубоке и до 10 m.

## Размножавање
У пролеће, после око 50 дана трудноћа женка пустињске лисице, роди 2 до 5 штенади и доји их месец дана.